# Try Bennett
Try Anthony Bennett Grant (* 5. August 1975 in San José) ist ein ehemaliger costa-ricanischer Fußballspieler. Der Verteidiger war costa-ricanischer Nationalspieler.
Er begann seine Karriere beim CD Saprissa, der 1994 und 1995 costa-ricanischer Meister wurde und 1995 den CONCACAF Champions’ Cup gewann. 1997 ging er nach Guatemala, wo er ein Jahr beim CSD Comunicaciones (Meister 1998) und zwei Jahre bei Universidad SC spielte. Im Jahr 2000 kehrte er zurück nach Costa Rica und war drei Jahre beim CS Herediano. Von 2003 bis 2008 stand er wieder beim CD Saprissa unter Vertrag. Mit dem Klub gewann er die costa-ricanischen Meisterschaften 2004, 2006, 2007, Invierno 2007 und Verano 2008. 2005 wurde der CONCACAF Champions’ Cup gewonnen, 2004 und 2008 erreichte Saprissa das Finale. Bei der FIFA-Klub-Weltmeisterschaft 2005 wurde Saprissa Dritter. Danach spielte Bennett von 2008 bis 2010 beim Brujas FC, der im Dezember 2009 Meister wurde. Im Februar 2010 wurde Bennett wegen Dopings mit Dexamethason für zwei Monate gesperrt.
Bennett wurde zwischen 2002 und 2007 insgesamt 24-mal in die costa-ricanische Nationalmannschaft berufen und schoss ein Tor.